# تيم جونسون (رجبي على الكراسي المتحركة)
تيموثي كلارنس جونسون (ولد في 4 فبراير 1976) هو مسؤول رياضي نيوزيلندي لذوي الاحتياجات الخاصة ولاعب رجبي سابق على الكراسي المتحركة. وهو قائد سابق لفريق Wheel Blacks، فريق الرجبي على الكراسي المتحركة في نيوزيلندا.
كان جونسون عضوًا في فرق الرجبي على الكراسي المتحركة في نيوزيلندا من عام 1998 حتى عام 2010، بما في ذلك الفريق الحائز على الميدالية الذهبية في دورة الألعاب البارالمبية الصيفية 2004 في أثينا والفريق الحائز على الميدالية البرونزية في دورة الألعاب البارالمبية 2000 في سيدني. في دورة الألعاب البارالمبية 2008، كان لاعبًا ومدربًا مساعدًا لفريق نيوزيلندا، الذي احتل المركز الخامس. فاز بالميدالية الفضية في بطولة العالم في تورنتو عام 1998 وفي كرايستشيرش عام 2006، وكان قائداً لفريق عام 2006.
شغل منصب رئيس اتحاد الرجبي على الكراسي المتحركة في نيوزيلندا من عام 2003 إلى عام 2004، ومن عام 2011 إلى عام 2014. وكان أيضًا أمين صندوق المنظمة بين عامي 2005 و2006. شغل منصب ممثل مجلس الرياضيين في اللجنة الأولمبية النيوزيلندية من عام 2003 إلى عام 2014.
درس جونسون في جامعة كانتربري وكلية كرايستشيرش للتربية، وتخرج بدرجة البكالوريوس في الهندسة مع مرتبة الشرف في الهندسة الكهربائية والإلكترونية والاتصالات في عام 1998، ودبلوم الدراسات العليا في التدريس والتعلم (الثانوي) في عام 1999، وماجستير في الهندسة في عام 2004. كما درس في جامعة فيكتوريا للتكنولوجيا في ملبورن وجامعة أوكلاند للتكنولوجيا. أكمل دراسته للحصول على دبلوم الدراسات العليا في الإرشاد المهني للرياضيين النخبة في عام 2005، وتخرج بشهادة الدراسات العليا في إدارة الأعمال (جزء من ماجستير إدارة الأعمال) في عام 2015. وقد حصل على جائزة جامعة كانتربري وجائزة جامعة نيوزيلندا لرياضة الرجبي على الكراسي المتحركة.
يشغل حاليًا منصب رئيس مجموعة عمل مسابقات الرجبي على الكراسي المتحركة العالمية (WWR)، حيث كان عضوًا نشطًا منذ عام 2007. وهو المندوب الفني المساعد في دورة الألعاب البارالمبية الصيفية في باريس 2024، كما أنه المندوب الفني لكأس الرجبي الدولي على الكراسي المتحركة 2023. كما عمل كمندوب فني لبطولة آسيا وأوقيانوسيا WWR لعام 2023، وبطولة العالم IWRF لعام 2018، وبطولة آسيا وأوقيانوسيا IWRF في أعوام 2013 و2015 و2019.
عمل في العديد من الأدوار في مؤسسة تعويضات الحوادث من عام 2006 إلى عام 2019.
في تكريمات عيد ميلاد الملكة لعام 2015، تم تعيين جونسون عضوًا في وسام الاستحقاق النيوزيلندي، لخدماته في مجال الرياضة للأشخاص ذوي الإعاقة.

## روابط خارجية
- قالب:Paralympics New Zealand
- Timothy Johnson في اللجنة البارالمبية الدولية